# Hermann Bengtson

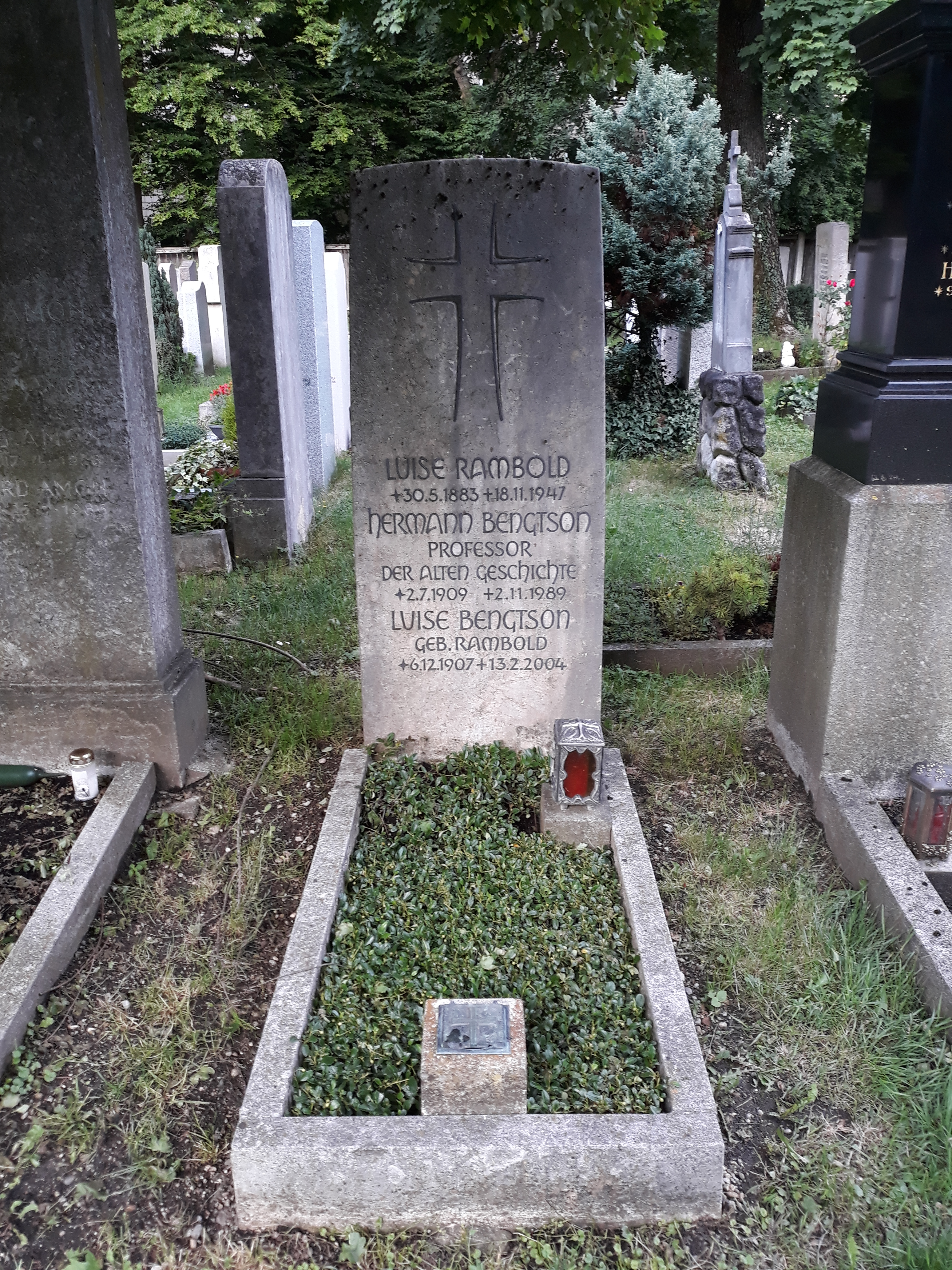
Grab Hermann Bengtsons auf dem Friedhof Sendling in München (Foto 2021)

Hermann Bengtson (* 2. Juli 1909 in Ratzeburg; † 2. November 1989 in München) war ein deutscher Althistoriker, Universitätsprofessor und Rektor der Universität Würzburg.

## Leben
Hermann Bengtson studierte von 1930 bis 1934 Geschichte, Klassische Philologie, Ägyptologie und Assyriologie in Hamburg, Pisa und München, wo er 1935 bei Walter Otto zum Dr. phil. promoviert wurde. Zum 1. Mai 1933 trat er der NSDAP bei (Mitgliedsnummer 2.750.176) und war seit 1937 Mitglied der SA. Seine althistorischen Forschungen dieser Zeit blieben inhaltlich keineswegs unberührt von der NS-Ideologie; in München leitete er insbesondere eine Arbeitsgemeinschaft über „das Eindringen des Judentums in die antike Welt“. 1939 erhielt er in München den Grad eines Dr. habil., die Lehrbefähigung (Venia legendi) aber erst 1940 in Heidelberg beim überzeugten Nationalsozialisten Fritz Schachermeyr, da die Habilitation in München aufgrund fachlicher Schwächen auf Schwierigkeiten gestoßen war.
Der zeitweilige Dienst im Militär (1939–41 und 1944/45) während des Zweiten Weltkriegs tat Bengtsons wissenschaftlicher Laufbahn keinen Abbruch. Er arbeitete während des Krieges gegen die Sowjetunion weiter an seiner Habilitationsschrift. Bengtson sandte 1941 von der Ostfront kriegsbegeisterte Briefe an den Rektor der Münchner Universität, den überzeugten Nationalsozialisten Walther Wüst, woraufhin er als Dozent nach München berufen wurde. Seit 1941 war er in München als Privatdozent tätig und erhielt 1942 eine außerordentliche Professur für Alte Geschichte in Jena. Seit 1944 vertrat ihn dort Viktor Burr.
Nach dem Krieg wurde Bengtson aufgrund seiner Haltung zum Nationalsozialismus die Einreise in die sowjetische Besatzungszone verweigert, er siedelte daraufhin nach München über. Er wurde wegen Mitgliedschaft in NSDAP und SA am 15. März 1946 offiziell aus dem Jenaer Hochschuldienst entlassen. Im Entnazifizierungsverfahren wurde er als „Mitläufer“ eingestuft. 1949 erhielt er die Lehrbefähigung zurück und wurde in München zum außerplanmäßigen Professor ernannt. 1951 wurde er Assistent an der neu gegründeten Kommission für Alte Geschichte und Epigraphik, 1952 folgte er einem Ruf als ordentlicher Professor für Alte Geschichte an die Julius-Maximilians-Universität Würzburg, deren Rektor er 1959/1960 wurde. Drei Jahre später wechselte Bengtson nach Tübingen und 1966 zurück nach München, wo er bis zu seiner Emeritierung 1977 als Lehrstuhlinhaber tätig war. Bengtson hielt auch nach seiner Emeritierung weiter Vorlesungen an der Universität München ab.

## Leistungen
Bengtson beschäftigte sich, seinem Lehrer Walter Otto folgend, zunächst vornehmlich mit der griechischen Geschichte, insbesondere dem Hellenismus, aber auch mit der Rechtsgeschichte und der Papyrologie. Später verfasste er auch Darstellungen und Einzeluntersuchungen zu Themen der römischen Geschichte. Seine Einführung in die Alte Geschichte wurde zum Standardwerk und erfuhr zwischen der Erstveröffentlichung 1949 und 1979 zahlreiche Auflagen.
Er war ab 1953 Herausgeber des Handbuchs der Altertumswissenschaft, wobei er die Bände zur Griechischen Geschichte und zur Römischen Geschichte selbst verfasste. Seit 1955 war er zudem Mitherausgeber der Beiträge zur Papyrusforschung und antiken Rechtsgeschichte und von 1952 für zwanzig Jahre Mitherausgeber der renommierten Fachzeitschrift Historia. Bengtson war seit 1962 Mitglied in der Königlichen Wissenschaftlichen Gesellschaft in Lund, 1965 Mitglied der Königlichen Akademie der Wissenschaften, Literatur und Schönen Künste von Belgien, 1968 Mitglied der Bayerischen Akademie der Wissenschaften in München. 1970 wurde er ordentliches Mitglied des Deutschen Archäologischen Instituts, 1973 Ehrenmitglied der Society for the Promotion of Hellenic Studies in London. 1971 erhielt Bengtson für seine Verdienste um die Wissenschaft den Bayerischen Verdienstorden.
Als einer der einflussreichsten Althistoriker seiner Generation hinterließ Bengtson ein umfangreiches wissenschaftliches Werk. Bereits zu Lebzeiten waren Bengtsons Arbeiten allerdings nicht selten auch auf scharfen Widerspruch aus dem Fach gestoßen; so warf etwa Werner Eck Bengtsons Darstellung der flavischen Geschichte vor, dass „hier nicht wissenschaftlicher Fortschritt, vielmehr erheblicher Rückschritt erzielt worden“ sei. In der heutigen Forschung gelten die meisten Arbeiten Bengtsons als inhaltlich überholt und methodisch vielfach hochproblematisch, insbesondere was die Behandlung der Quellen betrifft.

## Schriften (Auswahl)
- Die Strategie in der hellenistischen Zeit. Ein Beitrag zum antiken Staatsrecht (= Münchener Beiträge zur Papyrusforschung und antiken Rechtsgeschichte. Bd. 26, 32, 36, ISSN 0936-3718). 3 Bände. Beck, München 1937–1952.
- Einzelpersönlichkeit und athenischer Staat zur Zeit des Peisistratos und des Miltiades (= Sitzungsberichte der Bayerischen Akademie der Wissenschaften. Philosophisch-Historische Abteilung. Jg. 1939, H. 1, ISSN 0342-5991). Verlag der Bayerischen Akademie der Wissenschaften, München 1939.
- Einführung in die Alte Geschichte. Biederstein, München 1949 (8., durchgesehene und ergänzte Auflage. Beck, München 1979, ISBN 3-406-00443-1; mehrere Übersetzungen).
- Griechische Geschichte von den Anfängen bis in die römische Kaiserzeit (= Handbuch der Altertumswissenschaft. Abt. 3, Teil 4). Beck, München 1950 (5., durchgesehene und ergänzte Auflage. ebenda 1977, ISBN 3-406-06660-7; Unveränderter Nachdruck der 5., durchgesehene und ergänzte Auflage. ebenda 1996, mehrere Übersetzungen).
- Über die Zukunft unserer Universitäten. Rede gehalten am 28. November 1959 in Würzburg zur Rektoratsübergabe (= Würzburger Universitätsreden. H. 25, ISSN 0178-5664). Julius-Maximilians-Universität, Würzburg 1959.
- Republik und Kaiserzeit bis 284 n. Chr. (= Handbuch der Altertumswissenschaft. Abt. 3, Teil 5: Grundriß der römischen Geschichte. Mit Quellenkunde. Bd. 1). Beck, München 1967 (3., durchgesehene und ergänzte Auflage. ebenda 1982, ISBN 3-406-08617-9).
- Zur Geschichte des Brutus (= Sitzungsberichte der Bayerischen Akademie der Wissenschaften. Philosophisch-Historische Abteilung. Jg. 1970, H. 1). Verlag der Bayerischen Akademie der Wissenschaften, München 1970.
- Die Olympischen Spiele in der Antike. Artemis, Zürich u. a. 1971 (3., durchgesehene Auflage. ebenda 1983, ISBN 3-7608-4047-7).
- Zu den Proskriptionen der Triumvirn (= Sitzungsberichte der Bayerischen Akademie der Wissenschaften. Philosophisch-Historische Abteilung. Jg. 1972, H. 3). Verlag der Bayerischen Akademie der Wissenschaften, München 1972, ISBN 3-7696-1445-3.
- Zum Partherfeldzug des Antonius (= Sitzungsberichte der Bayerischen Akademie der Wissenschaften. Philosophisch-Historische Abteilung. Jg. 1974, H. 1). Verlag der Bayerischen Akademie der Wissenschaften, München 1974, ISBN 3-7696-1455-0.
- Kleine Schriften zur Alten Geschichte. Beck, München 1974, ISBN 3-406-03702-X.
- Herrschergestalten des Hellenismus. Beck, München 1974, ISBN 3-406-03702-X (Übersetzung in die russische Sprache).
- Marcus Antonius. Triumvir und Herrscher des Orients. Beck, München 1977, ISBN 3-406-06600-3.
- Die Flavier. Beck, München 1979, ISBN 978-3-40604018-4.
- Gestalter der Alten Welt. Epochengeschichte der Antike in historischen Portraits. Wewel, München 1989, ISBN 3-87904-087-7.
- Die hellenistische Weltkultur. Steiner-Verlag, Stuttgart 1988, ISBN 3-515-05004-3.
- Geschichte der Alten Welt (= Fischer-Taschenbücher. 4426; Geschichte). Fischer-Taschenbuch-Verlag, Frankfurt am Main 1989, ISBN 3-596-24426-9 (postum erschienen; auch Übersetzung in die niederländische Sprache).